# گاما خرگوش

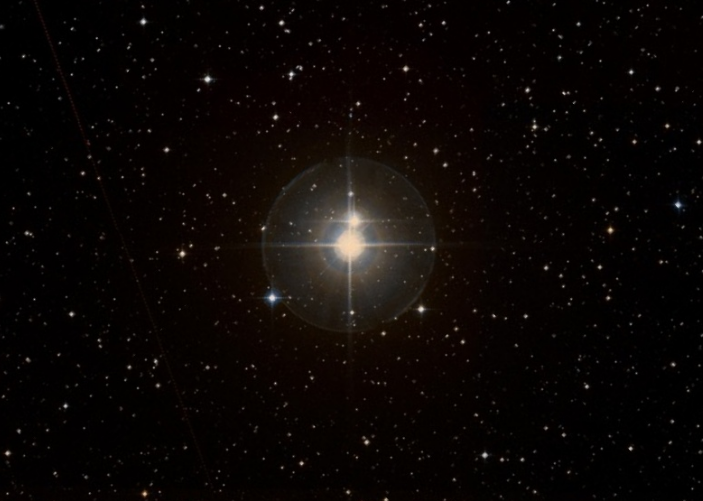
صورت فلکی گاماخرگوش

گاما خرگوش یک ستاره است که در صورت فلکی خرگوش قرار دارد.